# Ernst August von Meding (Staatsbeamter)
Ernst August von Meding (*  23. Oktober 1855 in Boennigsen, Königreich  Hannover; † 31. März 1928 in Hannover) war ein deutscher Staatsbeamter.

## Leben
Ernst August von Meding studierte an der Georg-August-Universität Göttingen und wurde 1879 im Corps Bremensia aktiv. Er war zunächst Regierungsbeamter im Königreich Hannover und kam 1886 nach Greiz als Regierungs- und Konsistorialsekretär des Fürstentums Reuß ältere Linie. 1896 wurde er Kammerherr des Fürsten Heinrich XXII. Von 1901 bis zur Novemberrevolution 1918 war er als Regierungs- und Konsistorialpräsident Regierungschef des Fürstentums. 1904 wurde er als Wirklicher Geheimer Rat mit dem Prädikat Exzellenz charakterisiert. Er war Regierungschef unter Heinrich XXII., Heinrich XIV. j.L. und Heinrich XXVII. j.L.
Er war der letzte Träger des in seiner Familie erblichen Titels eines Erbmarschalls von Lüneburg.